# Nemia karrooa
Nemia karrooa är en insektsart som först beskrevs av Louis Albert Péringuey 1911.  Nemia karrooa ingår i släktet Nemia och familjen Nemopteridae. Inga underarter finns listade i Catalogue of Life.